# Adejeania sabroskyi
Adejeania sabroskyi là một loài ruồi trong họ Tachinidae.